# Jan Halvarsson
Jan Halvarsson   (Östersund, 26 de desembre de 1942 - Hammerdal, 5 de maig de 2020) fou un esquiador de fons suec que va competir durant les dècades de 1960 i 1970.
El 1968 va prendre part als Jocs Olímpics d'Hivern de Grenoble, on va disputar quatre proves del programa d'esquí de fons. Formant equip amb Bjarne Andersson, Gunnar Larsson i Assar Rönnlund, guanyà la medalla de plata en la prova del relleu 4x10 quilòmetres, mentre en els 15 quilòmetres fou cinquè, en els 50 quilòmetres setè i en els 30 quilòmetres dotzè.
En el seu palmarès també destaca una medalla de bronze en el relleu 4x10 quilòmetres del Campionat del món d'esquí nòrdic de 1970. Guanyà quatre campionats suecs d'esquí de fons: un dels 50 km (1968) i tres per equips.